# Beaver (Iowa)
Pour les articles homonymes, voir Beaver.
Beaver est une ville du comté de Boone, en Iowa, aux États-Unis.

## Source de la traduction
- (en) Cet article est partiellement ou en totalité issu de l’article de Wikipédia en anglais intitulé « Beaver, Iowa » (voir la liste des auteurs).